# Stazione di Borgo San Martino
Stazione di Borgo S.Martino vasútállomás Olaszországban, Borgo San Martino településen.

## Vasútvonalak
Az állomást az alábbi vasútvonalak érintik:
- Chivasso–Alessandria-vasútvonal

## Kapcsolódó állomások
A vasútállomáshoz az alábbi állomások vannak a legközelebb:
- Stazione di Casale Monferrato
- Stazione di Giarole